# Борджетто
Борджетто (итал. Borgetto) — коммуна в Италии, располагается в регионе Сицилия, подчиняется административному центру Палермо.
Население составляет 6576 человек (на 2004 г.), плотность населения составляет 250 чел./км². Занимает площадь 25 км². Почтовый индекс — 90042. Телефонный код — 091.
Покровительницей коммуны почитается святая равноапостольная Мария Магдалина, празднование 22 июля.